# Euploea domitia
Euploea domitia är en fjärilsart som beskrevs av Hans Fruhstorfer 1910. Euploea domitia ingår i släktet Euploea och familjen praktfjärilar. Inga underarter finns listade i Catalogue of Life.